# Antigo Largo da Trindade
O Antigo Largo da Trindade (hoje Praça Barão do Rio Branco) é um espaço público no bairro Batista Campos, da cidade de Belém, no estado do Pará, no Brasil. Por sua importância histórico-cultural, foi tombado como patrimônio cultural do estado do Pará, pelo Departamento de Patrimônio Histórico Artístico e Cultural do Estado do Pará (DPHAC), em 1999, em conjunto com a Igreja da Trindade.
O largo surgiu no alvorecer do século XIX, durante a administração do governador Dom Marcos de Noronha e Brito (1803–1806), em uma área situada além-Piri, em uma povoação denominada Aldeinha à época. O Largo da Trindade surgiu com a construção a Igreja da Trindade. Hoje é chamado de Praça Barão do Rio Branco.

## Tombamento
O Conjunto Arquitetônico e Paisagístico da Praça Barão do Rio Branco, no Antigo Largo da Trindade, incluindo a Igreja da Trindade, foi tombado como patrimônio cultural do estado do Pará, pelo DPHAC, em 14 de outubro de 1999.